# 가지 히데키
가지 히데키(カジ ヒデキ, 1967년 5월 8일~)는 일본의 지바현 출신 음악가이다.
1989년 음악 그룹 '브릿지'에서 활동하다가 1995년 그룹이 해체해 1996년부터는 솔로 가수로 활동을 시작했다.
2009년 4월 4일에는 스웨덴의 말뫼에서 뮤직 비디오를 촬영하는 중 폭행당했다.

## 출연

### 영화
- 디트로이트 메탈 시티(2008년) 네기시의 대학 선배 역

### 공연
- 2009 그랜드 민트 페스티벌 - 하얀 셔츠에 까만 반바지를 입고 나와 큰 호응을 얻었다.